# Perrengue na Band
Perrengue na Band (também conhecido como Perrengue do Dia) é um grupo humorístico brasileiro formado em 2021 por Tatola Godas, Dennys Motta, Ângelo Campos e Ricardinho Mendonça É a segunda versão televisiva do programa radiofônico Quem Não Faz, Toma, da 89 FM A Rádio Rock.

## História

### Antecedentes
Na RedeTV!, os apresentadores Tatola Godas, Ricardinho Mendonça, Dennys Motta e Ângelo Campos comandavam desde 2014 o dominical Encrenca, que na época era considerado a maior audiência da emissora. Entre setembro e outubro, fontes diziam que os apresentadores e o diretor do programa Ricardo de Barros iriam deixar a RedeTV! após 6 anos, informação que foi confirmada posteriormente.

### Exibição
Estreou em 7 de novembro de 2021 às 20h. Com o mesmo formato e quadros do Encrenca, além de estrear alguns quadros novos. O primeiro programa registrou 3,0 pontos de audiência em São Paulo, ganhando por pouco do Encrenca com novos apresentadores e triplicando a audiência da Band no horário.

### Versão diária
Em agosto de 2023 foi anunciada a estreia de uma versão diária do programa chamada Perrengue do Dia, que estreou em 21 de agosto de 2023, juntamente com o Melhor da Noite de Glenda Kozlowski e Zeca Camargo, e os apresentadores passaram a conciliar os dois programas.